# Jürg Laederach
Jürg Laederach (* 20. Dezember 1945 in Basel; † 19. März 2018 ebenda) war ein Schweizer Schriftsteller und Übersetzer.

## Leben
Jürg Laederach begann nach dem Abschluss des Humanistischen Gymnasiums in Basel ein Studium der Mathematik und Physik an der ETH Zürich. Später wechselte er zur Universität Basel, wo er Romanistik, Anglistik und Musikwissenschaft studierte. 1969 hielt er sich als Stipendiat und Deutschlehrer in Paris auf; anschliessend arbeitete er ein Jahr lang als Werbetexter in Basel, wo er seither als freier Schriftsteller und Übersetzer lebte.
Laederach hatte 1986/87 eine Gastdozentur für Poetik an der Universität Graz inne, 1987 war er Poet in Residence an der Universität-Gesamthochschule Essen. 1996 trennte er sich aus Protest gegen die Veröffentlichung von Peter Handkes serbienfreundlichen Texten zum Bosnienkrieg von seinem langjährigen Verlag Suhrkamp, zu dem er später wieder zurückkehrte. Neben seinen literarischen Aktivitäten trat Laederach, der Saxophon, Klarinette und Klavier spielte, gelegentlich als Musiker mit der Basler Jazzformation «BIQ» auf. Er schrieb auch als Jazzkritiker für Zeitschriften.
Jürg Laederach war Verfasser experimenteller Prosa sowie von Theaterstücken und Hörspielen. Daneben hat er sich als Übersetzer aus dem Englischen und Französischen hervorgetan.
Jürg Laederach war Mitglied der Gruppe Olten, Mitglied des Grazer Forums Stadtpark und korrespondierendes Mitglied der Deutschen Akademie für Sprache und Dichtung in Darmstadt.
Jürg Laederach war ab 2001 mit Marianne Schroeder verheiratet.
Sein Nachlass befindet sich im Schweizerischen Literaturarchiv in Bern.

## Auszeichnungen
- 1976 und 1978: Förderpreis der Stadt Bern
- 1985: Manuskripte-Preis des Landes Steiermark
- 1988: Literaturpreis der Stadt Basel
- 1990: Preis der Schweizerischen Schillerstiftung
- 1996: Österreichischer Staatspreis für Europäische Literatur
- 2001: Grosser Literaturpreis des Kantons Bern
- 2005: Italo-Svevo-Preis

## Werke
- Einfall der Dämmerung. Frankfurt am Main 1974.
- Im Verlauf einer langen Erinnerung. Frankfurt am Main 1977.
- Das ganze Leben. Frankfurt am Main 1978.
- Die Lehrerin verspricht der Negerin wärmere Tränen. Frankfurt am Main 1978.
- Ein milder Winter. Frankfurt am Main 1978.
- Wittgenstein in Graz. Frankfurt am Main 1979.
- Das Buch der Klagen. Frankfurt am Main 1980.
- Fahles Ende kleiner Begierden. Frankfurt am Main 1981.
- Proper operation. Frankfurt am Main 1981.
- 69 Arten den Blues zu spielen. Frankfurt am Main 1984.
- Tod eines Kellners. Frankfurt am Main 1984 (mit Andres Müry).
- Flugelmeyers Wahn. Frankfurt am Main 1986.
- Körper brennen. Graz 1986 (mit Andres Müry).
- Sigmund oder Der Herr der Seelen tötet seine. Frankfurt am Main 1986.
- Vor Schrecken starr. Frankfurt am Main 1988.
- Der zweite Sinn oder Unsentimentale Reise durch ein Feld Literatur. Frankfurt am Main 1988.
- China. Frankfurt am Main 1990.
- Emanuel. Frankfurt am Main 1990.
- Passion. Frankfurt am Main 1993.
- Eccentric, Kunst und Leben. Frankfurt am Main 1994.
- Schattenmänner. Frankfurt am Main 1994.
- Über Robert Walser. Salzburg u. a. 1997 (mit William H. Gass).
- Portrait. Baden/Schweiz 1998 (mit Felix von Muralt).
- In Hackensack. Basel u. a. 2003.
- Depeschen nach Mailand (herausgegeben und mit einem Nachwort versehen von Michel Mettler), Frankfurt am Main 2009.
- Harmfuls Hölle: in dreizehn Episoden. Erzählungen. Suhrkamp, Berlin 2011, ISBN 978-3-518-42243-4.

### Herausgeberschaft
- Adolf Wölfli: «0 Grad 0/000; Entbrantt von Liebes,=Flammen». Frankfurt am Main 1996.

### Übersetzungen (Auswahl)
- Walter Abish: Alphabetical Africa. Basel u. a. 2002.
- Walter Abish: 99. Berlin 1990.
- Walter Abish: Quer durch das große Nichts. Frankfurt am Main 1983.
- Frederick Barthelme: Koloraturen. Frankfurt am Main 1993.
- Frederick Barthelme: Leuchtspur. Frankfurt am Main 1989.
- Frederick Barthelme: Moon de luxe. Frankfurt am Main 1988.
- Maurice Blanchot: Jener, der mich nicht begleitete. Engeler, Basel 2006, ISBN 3-938767-13-8.
- Maurice Blanchot: Der letzte Mensch. ebd. 2005.
- Maurice Blanchot: Im gewollten Augenblick. ebd. 2004.
- Maurice Blanchot: Thomas der Dunkle. Frankfurt am Main 1987.
- Maurice Blanchot: Das Todesurteil. Frankfurt am Main 1990.
- Michael Brodsky: Der Tatbestand und seine Hülle. Frankfurt am Main 1982.
- Marguerite Duras: Der Lastwagen. Frankfurt am Main 1987.
- William H. Gass: Im Herzen des Herzens des Landes. Salzburg 1991.
- William H. Gass: Orden der Insekten. Salzburg [u. a.] 1994.
- William H. Gass: Pedersens Kind. Salzburg [u. a.] 1992.
- John Hawkes: Travestie. Frankfurt am Main 1986.
- Thomas Pynchon: Spätzünder. Reinbek 1985 (mit Thomas Piltz).
- Thomas Pynchon: Sterblichkeit und Erbarmen in Wien. Salzburg 2022.
- Styles Sass: Mehr als diese wenigen Tage. Stuttgart 1998.
- Gertrude Stein: Warum ich Detektivgeschichten mag. Berlin 1989.